# Pieniądze getta łódzkiego
Pieniądze łódzkiego getta – banknoty i monety wprowadzone na terenie getta w Łodzi decyzją niemieckiej administracji okupacyjnej w 1940 i funkcjonujące do 1944 roku. Poza gettem nie miały żadnej wartości.

## Geneza emisji pieniędzy w łódzkim getcie
Po odizolowaniu Litzmannstadt Ghetto z dniem 30 kwietnia 1940 r. Niemcy zarządzili w tydzień później wprowadzenie wewnętrznej waluty getta w postaci „pokwitowań” (Quittung), nawiązujących w nazewnictwie i funkcji do oficjalnej waluty, czyli marek niemieckich. Celem ich wprowadzenia był prosty i skuteczny sposób grabieży majątku więźniów łódzkiego getta oraz dodatkowa izolacja getta od świata zewnętrznego, w tym likwidacji zjawiska szmuglu z i do getta, ponieważ poza gettem ta waluta nie miała żadnej wartości. Inicjatywa ta wymagała akceptacji Ministerstwa Finansów III Rzeszy oraz Banku Rzeszy. Zajął się tym osobiście Friedrich Übelhör – ówczesny prezes rejencji łódzko-kaliskiej, otrzymując zgodę 24 czerwca 1940 r. na emisję wewnętrznej waluty getta. Pieniądze dla getta zaprojektowali łódzcy graficy Ignacy Gutman i Pinkus Szwarc. Po zatwierdzeniu projektów przez niemiecki zarząd getta, Szwarc niezwłocznie przystąpił do wykonania giloszy i przygotowania do druku w drukarni S. Manitiusa. Zaprojektował także monety o nominałach 5 i 10 marek.
W ramach stworzonego systemu pieniężnego drukowano banknoty oraz bito bilon z aluminium i magnezu. Było to jedyne getto na terenie okupowanej Polski, które emitowało własną walutę. Innym gettem, które również emitowało własne banknoty, było getto w Terezinie, na terenie ówczesnego Protektoratu Czech i Moraw.
Obwieszczenia nr 70 i 71 Chaima Rumkowskiego, wzywające ludność getta do zamiany banknotów i bilonu Rzeszy na kwity markowe, ukazały się 24 czerwca 1940 roku. Pieniądze te były w getcie popularnie nazywane „rumkami” lub „chaimkami” od nazwiska szefa żydowskiej administracji getta – Chaima Mordechaja Rumkowskiego. Za posiadanie innych, oficjalnych, pieniędzy (marki niemieckie, dolary itp.) groziły surowe kary.
W okresie funkcjonowania tej waluty getta były podejmowane próby jej fałszowania. Największa inicjatywa w tym zakresie została wykryta w maju 1941 roku. Fałszerzem był litograf – Moszek Rauchwerger, zamieszkały przy Sattlergasse (ob. Wawelska) 27. Podczas przesłuchań przyznał się do wyprodukowania około 5 tys. sztuk banknotów o nominale 2 marek w okresie od jesieni 1940 do czerwca 1941. 14 listopada 1941 r. w wyniku procesu został skazany na rok ciężkiego więzienia i 500 marek grzywny, z zamianą na dwa miesiące więzienia. Większość fałszywych banknotów odnaleziono i wycofano z obrotu perforując je dziurkaczem oraz stemplując pieczątką „Entwertet” i po jakimś czasie, wobec dotkliwego braku waluty w getcie, ponownie wprowadzono do obrotu. Matryce litograficzne, które posłużyły do tego fałszerstwa zachowały się i znajdują się w zbiorach Yad Vashem.
W wyniku żywego zainteresowania kolekcjonerskiego pieniędzmi łódzkiego getta, które powstało na przełomie XX i XXI w. na rynku numizmatycznym można spotkać (nabyć) współczesne falsyfikaty zarówno banknotów, jak i monet.

## Rodzaje banknotów i monet
Zlecenie na druk banknotów otrzymała drukarnia Zygmunta Manitusa przy ulicy S. Żeromskiego 87 w Łodzi. Druk banknotów pierwszej emisji odbył się nieprzerwanie od 5 czerwca do 16 lipca 1940. Na potrzeby wymiany nowej waluty, 26 czerwca 1940 roku został powołany Bank Emisyjny, który pierwotnie znajdował się przy ulicy Marysińskiej 71, a jego filia przy ulicy Limanowskiego 56. Emisja banknotów rozpoczęła się 27 czerwca 1940. Dotychczasowa waluta (marki niemieckie) miała funkcjonować do 8 lipca. Po tym terminie obowiązywały wyłącznie „pokwitowania markowe”. Emitentem pieniędzy łódzkiego getta był Przełożony Starszeństwa Żydów w Łodzi – Chaim Rumkowski.
Dwukrotnie wyemitowano również 10-fenigowe kwity Urzędu Pocztowego. Monety wytwarzano w dwóch miejscach na terenie getta (przy ulicy Zgierskiej 56 i Łagiewnickiej 63). Waluta getta była w obiegu do końca jego istnienia, 29 sierpnia 1944 roku.
- Pokwitowania pocztowe: 10 fenigów 1942 i 10 fenigów 1944.
- Banknoty: 50 fenigów, 1, 2, 5, 10, 20 i 50 marek[7].
- Monety: 10 fenigów, 5, 10 i 20 marek[10].

| Wizerunek | Nominał             | Metal | Średnica | Masa (zależna od grubości blachy) | Rant   | Nakład   | Rok  | Data wycofania   |
| --------- | ------------------- | ----- | -------- | --------------------------------- | ------ | -------- | ---- | ---------------- |
|           | 10 fenigów – typ I  | Mg    | 21,2     | 0,94                              | gładki | nieznany | 1942 | 29 sierpnia 1944 |
|           | 10 fenigów – typ II | Mg    | 19,1     | 0,76                              | gładki | nieznany | 1942 | 29 sierpnia 1944 |
|           | 5 marek             | AL    | 22,5     | 1,57                              | gładki | nieznany | 1943 | 29 sierpnia 1944 |
|           | 5 marek             | Mg    | 22,7     | 1,03                              | gładki | nieznany | 1943 | 29 sierpnia 1944 |
|           | 10 marek            | AL    | 28,3     | 3,4                               | gładki | nieznany | 1943 | 29 sierpnia 1944 |
|           | 10 marek            | Mg    | 28,3     | 3,4                               | gładki | nieznany | 1943 | 29 sierpnia 1944 |
|           | 20 marek            | AL    | 33,45    | 6,98                              | gładki | nieznany | 1944 | 29 sierpnia 1944 |

| Awers | Rewers | Nominał    | Rozmiar     | Seria | Numer  | Data emisji | Data wycofania   |
| ----- | ------ | ---------- | ----------- | ----- | ------ | ----------- | ---------------- |
|       |        | 50 fenigów | 88 × 56 mm  | brak  | 6 cyfr | 27.06.1940  | 29 sierpnia 1944 |
|       |        | 1 marka    | 120 × 64 mm | brak  | 6 cyfr | 27.06.1940  | 29 sierpnia 1944 |
|       |        | 1 marka    | 120 × 64 mm | brak  | 7 cyfr | 27.06.1940  | 29 sierpnia 1944 |
|       |        | 1 marka    | 120 × 64 mm | A     | 6 cyfr | 27.06.1940  | 29 sierpnia 1944 |
|       |        | 2 marki    | 124 × 69 mm | brak  | 6 cyfr | 27.06.1940  | 29 sierpnia 1944 |
|       |        | 5 marek    | 129 × 73 mm | brak  | 6 cyfr | 27.06.1940  | 29 sierpnia 1944 |
|       |        | 10 marek   | 150 × 75 mm | brak  | 6 cyfr | 27.06.1940  | 29 sierpnia 1944 |
|       |        | 20 marek   | 160 × 80 mm | brak  | 6 cyfr | 27.06.1940  | 29 sierpnia 1944 |
|       |        | 50 marek   | 167 × 84    | brak  | 6 cyfr | 27.06.1940  | 29 sierpnia 1944 |